# Clèbes
Clèbes est un village suisse du canton du Valais, situé sur le territoire de la commune de Nendaz. 

## Population

### Surnom
Les habitants du village sont surnommés les Reusses d'en bas (au sens de Russes).

## Histoire
Le lundi 8 août 1904, en fin d'après-midi, un incendie se déclare dans le village de Clèbes, par temps sec et chaud, probablement provoqué par des enfants jouant avec des allumettes . Lorsque le tocsin de l'église de Basse-Nendaz retentit, les habitants abandonnent leurs travaux pour porter secours, mais, en raison des distances et des fortes pentes, les cinq pompes à incendie de la commune arrivent trop tard. Le feu s'est rapidement propagé parmi les constructions en bois, serrées les unes contre les autres. Le village est rebâti presque entièrement en pierre .